# Yuraca aureola
Yuraca aureola är en insektsart som beskrevs av Keti Maria Rocha Zanol 1990. Yuraca aureola ingår i släktet Yuraca och familjen dvärgstritar. Inga underarter finns listade i Catalogue of Life.